# Henry Thomas Helgesen
Henry Thomas Helgesen (* 26. Juni 1857 bei Decorah, Winneshiek County, Iowa; † 10. April 1917 in Washington D.C.) war ein US-amerikanischer Politiker. Zwischen 1911 und 1913 vertrat er den zweiten und zwischen 1913 und 1917 den ersten Wahlbezirk des Bundesstaats North Dakota im US-Repräsentantenhaus.

## Leben

### Frühe Jahre und politischer Aufstieg
Henry Helgesen besuchte die öffentlichen Schulen seiner Heimat und das John Breckenridge Normal Institute sowie das J.R. Slack Business College in Decorah. Im Jahr 1887 zog er nach Milton im Dakota-Territorium. Dort war er im Handel, der Holzindustrie und der Landwirtschaft tätig. Helgesen wurde Mitglied der Republikanischen Partei. Zwischen 1889 und 1892 war er Beauftragter des Staates North Dakota für Landwirtschaft und Arbeit. Von 1893 bis 1896 war er im Schulrat der Stadt Milton, dessen Vorsitzender er zwischenzeitlich war. Von 1897 bis 1901 sowie zwischen 1907 und 1913 gehörte Henry Helgesen dem Vorstand der University of North Dakota an.

### Helgesen im Kongress
1908 scheiterte eine erste Kandidatur für den Kongress. Im Jahr 1910 wurde Helgesen für den zweiten Wahlbezirk von North Dakota in das US-Repräsentantenhaus gewählt. Dort absolvierte er eine Legislaturperiode zwischen dem 4. März 1911 und dem 3. März 1913. In den Jahren 1912, 1914 und 1916 wurde er für den ersten Wahlbezirk seines Staates als Abgeordneter in den Kongress gewählt. Dieses Mandat übte er zwischen dem 4. März 1913 und seinem Tod am 10. April 1917 aus. Er wurde in Decorah beigesetzt.